# Lodi csata
A lodi csata az első koalíciós háború egyik ütközete volt 1796. május 10-én a Bonaparte Napóleon tábornok által vezetett francia sereg és a Karl Sebottendorf tábornok irányítása alatt álló osztrák sereg között. A franciák rohammal átkeltek az Adda-folyó erősen védett hídján, és visszaszorították az osztrákokat. A győzelem eredményeként Lombardia és fővárosa, Milánó francia kézbe került. A csata, annak ellenére, hogy csak kisebb ütközet volt, arra bátorította Napóleont, hogy ne elégedjen meg a beosztott katona szerepével, hanem törjön magasabbra.

## Előzmények
1796 tavaszán, miután a francia forradalom leverésére szövetkezett koalícióból Spanyolország, Hollandia és Poroszország kiszállt, Franciaország Ausztria ellen fordult. Bonaparte Napóleon tábornok már hosszabb ideje próbálta meggyőzni a direktóriumot, hogy Itáliában támadják meg az osztrákokat. Február 4-én lemondott az itáliai hadsereg főparancsnoki posztjáról Barthélemy Louis Joseph Schérer, és a tisztséget Bonaparte kapta meg. Ezzel párhuzamosan Párizsban kidolgozták a Bécs elleni támadást, amely három hadsereg felvonulásával számolt. Jean-Baptiste Jourdan 80 ezer emberének a Majna völgyében, Jean Victor Moreau 80 ezer katonájának pedig a Duna völgyében kellett előrenyomulnia. Bonaparte seregének a Pó-síkságon és az Alpokon kellett átvágnia magát.
A tábornok március 26-án érkezett meg Nizzába, és átvette a parancsnoki posztot. A sereg napokon belül elindult Piemont felé a tengerparton. A sereg rossz állapotban volt, és az osztrákok úgy gondolták, hogy még hosszú idő kell ütőképessége megteremtéséhez. Az osztrákokat elsősorban Genova bevétele izgatta, mert így megteremthették volna a közvetlen kapcsolatot John Jervis és Horatio Nelson brit admirálisok flottájával. A francia sereg 18 ezer fős elővédjét André Masséna tábornok vezette, a fő seregtestet Pierre Augereau és  Jean Sérurie tábornok irányította.
Az Alpok és az Appeninnek vonalát hetvenezer osztrák és szárd katona őrizte Coni és Genova között. Az osztrák-szárd csapatok megtámadták Masséna Voltriban állomásozó csapatait, és kiszorították őket a városból. Bonaparte dühös volt, mert a fő sereg még nem állt készen a támadásra, viszont meglátta a lehetőséget abban, hogy Johann Peter von Beaulieu tábornok eltávolodott szárd szövetségeseitől és a Eugène-Guillaume d'Argenteau vezette osztrák seregtesttől.

## Gyors győzelmek
Bonaparte 36 ezer katonájával átkelt a Cadibone-hágón és a Bormida-völgyön, és így beékelődött az osztrák-szárd seregbe, kettévágva azt. Április 12-én megverte a d'Argenteau által vezetett hatezer osztrákot a Montenottei csatában. Az osztrák veszteség 2500 fő volt. Másnap Bonaparte a Michelangelo Colli által vezetett szárd sereg ellen fordult, és a Millesimói csatában legyőzte őket. Április 14-én a franciák ismét megverték az osztrákokat a második degói csatában, majd kisebb helyőrséget hagytak a városban.
Április 15-én hajnalban egy 3500 fős osztrák seregtest a horvát parancsnok, Josip Filip Vukasović irányításával megrohanta az alvó franciákat, akik pánikszerűen elmenekültek Degóból. A franciák néhány óra múlva megostromolták a várost, és három visszavert roham után sikerült átkarolniuk a védőket, így Vukasović kénytelen volt visszavonulni Spigno felé. Bonaparte felderítőket küldött ki, akik azzal a hírrel érkeztek vissza, hogy az osztrákok elhagyták Voltrit, és észak, észak-nyugat felé tartanak. Beaulieu fő célja az volt, hogy összegyűjtse az egymástól elszakadt csapatokat, és új védvonalat építsen ki.
Az osztrák és a szárd sereg elszakadt egymástól, és Bonaparte úgy döntött, hogy Michelangelo Colli ellen vonul. Colli, miután értesült Vukasović degói vereségéről, 13 ezer katonával új állásokba vonult. A szárdok harci kedvére rossz hatással volt az osztrák vereség és visszavonulás, és sokan dezertáltak. 
Bonaparte április 21-én érte utol a szárdokat, és megverte őket a Mondovì ütközetben. A szárdok hat nappal később fegyverszünetet kértek Cherascónál, és megnyílt az út Piemont felé.

## Az ütközet
Bonaparte május 6-án a Johann Peter von Beaulieu tábornok által irányított osztrák sereg felé indult, amely a Pó északi partján várta. Az osztrákok lerombolták a hidakat, ezért a franciák csónakokat rekviráltak, hogy pontonhidat építsenek. A gránátosok szereztek egy nagy kompot, amellyel átkeltek a folyón. A túlsó oldalt felügyelő magyar huszárok visszavonultak, így a franciáknak sikerült megépíteniük a hidat és kialakítaniuk egy erős hídfőt Piacenza közelében, majd a sereg átkelt a túlsó partra. Napóleon az osztrák balszárnyat akarta megtámadni, de a megfelelő pontonhíd hiányában csak lassan ment az átkelés, és Beaulieu-nek, aki tartott a bekerítéstől, elég ideje maradt kicsúszni a csapdából, és átkelni az Addán, védtelenül hagyva Milánót.
Beaulieu utóvédje könnyűlovasokból és gránátosokból állt, parancsnokuk Karl Sebottendorf tábornok volt. Zorlescónál a franciák megtámadták őket, és az osztrákok Lodiba vonultak vissza. Az Adda nyugati partján fekvő várost várárok és négy bástya védte, de Sebottendorf nem akarta megtartani, így amikor a franciák elérték a települést, az utolsó osztrák katonák is átkeltek a hídon a folyó túlsó partjára, ahol erős védelmi pozíciót építettek ki. Napóleon, habár az út szabad volt Milánóba, úgy döntött, hogy elkergeti az osztrákokat a folyótól, mielőtt Beaulieu erősítést kap.

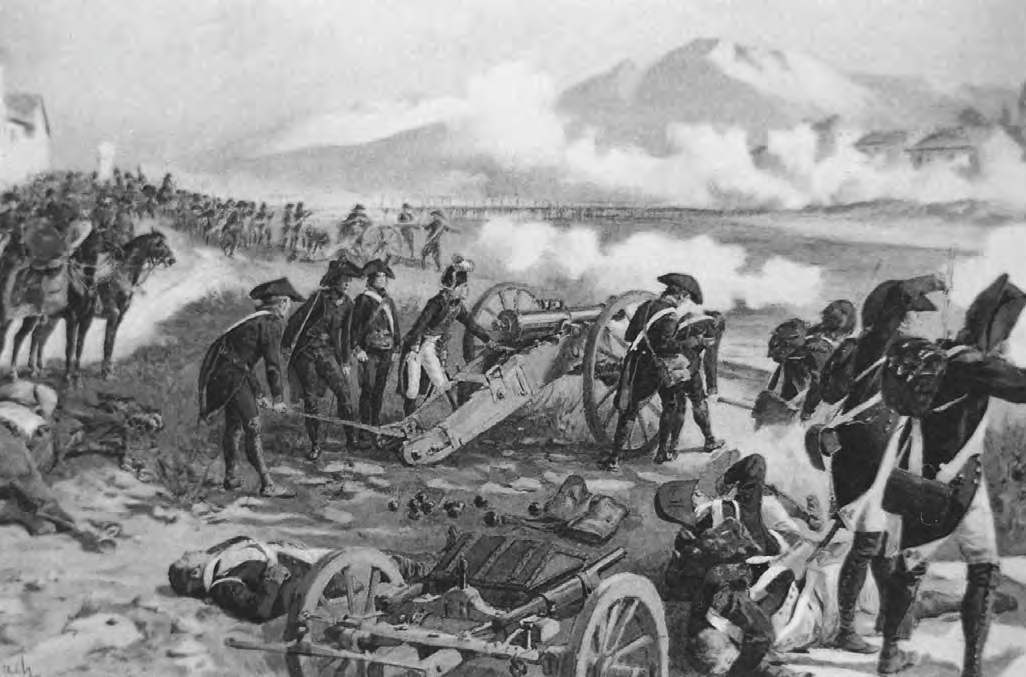
Francia tüzérség az Adda partján

Május 10-én délelőtt a franciák két ágyút állítottak fel, amellyel hosszában lőhették a hidat, hogy megakadályozzák a felgyújtását. További 28 ágyút állítottak fel a folyóparton, amelyek az osztrák üteget lőtték. Bonaparte terve az volt, hogy átkarolja az ellenséget, ezért a lovasságot Marc Antoine de Beaumont tábornok vezetésével a folyón felfelé, Mozzanicába küldte, ahol szerinte átkelhettek az Addán. Napóleon ezután várt, hogy a lovasai megtámadják az osztrák jobbszárnyat. Beaumont azonban késett, mert a tervezettnél csak jóval messzebb talált gázlót. Este hat óra körül a tábornok úgy határozott, hogy a gyalogsággal megtámadja a hidat.
Háromezer francia indított szuronyrohamot a hidat védő osztrákok ellen. Az első hulláma főleg savoyaiakból állt, akiket Pierre-Louis Dupas őrnagy vezetett. A támadók nagyjából a híd feléig jutottak, amikor az osztrákok heves tüzelésbe kezdtek, és súlyos veszteséget okoztak a franciáknak. A gyalogság visszafordult. A második hullám André Masséna és Louis-Alexandre Berthier vezetésével elérte a folyó túlsó partját, más francia katonák pedig leugrottak a hídról, és a partra gázoltak. Az osztrákok lovas ellentámadást indítottak, és közel voltak a sikerhez, amikor megérkeztek Beaumont lovasai. Az osztrákok megkezdték a visszavonulást, de a két irányból támadó franciák súlyos veszteségeket okoztak nekik. 

## Következmények
A győzelem eredményeként Lombardia francia kézbe került, és Milánó megmentőként üdvözölte Bonaparte Napóleont, aki mérsékelt hazafiakat, liberális polgárokat állított a város élére. A gyors hadi siker eredményeként a parmai és a modenai herceg is békét kötött a franciákkal, az ezért kért jelentős összegnek azonban csak egy részét küldte tovább Párizsba Bonaparte. Május 13-án a tábornok megkapta Lazare Carnot utasítása, hogy ne kezdje meg a tiroli inváziót, hanem induljon a Pápai állam ellen.
A néhány nap leforgása elért győzelmek nagy hatással volt Napóleonra, aki később így emlékezett vissza a történtekre.„Lodi után rájöttem, nem csupán egy tábornok vagyok a sok közül, hanem olyan ember, aki arra hivatott, hogy irányítsa egy nép sorsát. Világossá vált számomra, hazánk politikai életének színpadán akár főszerepet is játszhatnék.”